# Spacehog
Spacehog est un groupe de rock alternatif et glam rock américano-britannique, originaire de New York et Leeds. Il est actif de 1994 à 2002 et de nouveau depuis 2008.

## Biographie
Même s'ils sont tous originaires de Leeds dans l'Yorkshire de l'Ouest, les membres de Spacehog se rencontrent à New York, où ils sont signés par Seymour Stein chez Sire Records.
Le 25 octobre 1995 sort leur premier album, Resident Alien, qui se vend à plus de 500 000 exemplaires aux États-Unis, devenant ainsi disque d'or. Le 10 mars 1998, sortit leur deuxième album, The Chinese Album qui se vend certes moins bien que le premier mais qui continua à installer le groupe comme une valeur sûre du rock alternatif.
Le troisième album, The Hogyssey, sort le 10 avril 2001 et connut moins de succès que les précédents. C'est à cette période que le chanteur, Royston Langdon, se fiance avec Liv Tyler. En décembre 2004, elle donne naissance à leur fils, Milo William Langdon. Ensuite, les membres du groupe délaissent quelque peu Spacehog pour se consacrer à leur projet parallèle, Arckid, avant de relancer Spacehog en 2008.
Leur quatrième album, As It Is on Earth, est sorti le 16 avril 2013.

## Membres
- Royston Langdon (alias Ray Sprinkles) - chant, basse[3],[4],[5]
- Antony Langdon (alias Tone Down) - guitare rythmique, chant[6],[7]
- Jonny Cragg (alias Corky) - batterie[8]
- Richard Steel (alias Rich) - guitare solo[9]
- Timo Ellis (en) - multi-instrument

## Discographie

### Albums studio
| Année | Détails                                                                        | Charts | Charts | Charts | Charts | Certifications           |
| Année | Détails                                                                        | UK     | AUS    | CAN    | US     | Certifications           |
| ----- | ------------------------------------------------------------------------------ | ------ | ------ | ------ | ------ | ------------------------ |
| 1995  | Resident Alien - Sortie: 24 octobre 1995 - Formats: CD, Cassette - Label: Sire | 40     | 50     | 27     | 49     | - US: Or - CAN : Platine |
| 1998  | The Chinese Album - Sortie: 10 mars 1998 - Formats: CD, Cassette - Label: Sire | -      | -      | 55     | -      |                          |
| 2001  | The Hogyssey - Sortie: 10 avril 2001 - Formats: CD - Label: Artemis (en)       | -      | -      | -      | -      |                          |
| 2013  | As It Is on Earth - Sortie: 16 avril 2013 - Formats: CD - Label: Redeye Label  | -      | -      | -      | -      |                          |

### EP
- Hamsters of Rock (Sire, 1996)
- 4 Future Tracks (Artemis, 2001)

### Singles
| Année | Titre                | Positions | Positions | Positions | Positions | Positions | Positions     | Positions | Positions | Positions | Album             |
| Année | Titre                | US        | US Main.  | US Mod.   | AUS       | CAN       | CAN Alt. (en) | NZ        | SWE       | UK        | Album             |
| ----- | -------------------- | --------- | --------- | --------- | --------- | --------- | ------------- | --------- | --------- | --------- | ----------------- |
| 1996  | In the Meantime (en) | 32        | 1         | 2         | 40        | 33        | 6             | 45        | 36        | 29        | Resident Alien    |
| 1996  | Cruel to Be Kind     | —         | 29        | —         | —         | —         | —             | —         | —         | —         | Resident Alien    |
| 1996  | Space Is the Place   | —         | —         | —         | —         | —         | —             | —         | —         | —         | Resident Alien    |
| 1998  | Mungo City           | —         | 19        | 21        | —         | —         | —             | —         | —         | 82        | The Chinese Album |
| 1998  | Carry On             | —         | —         | —         | —         | —         | —             | —         | —         | 43        | The Chinese Album |
| 2001  | I Want to Live       | —         | 23        | —         | —         | —         | —             | —         | —         | —         | The Hogyssey      |